# Controlador de videojoc
Un controlador de joc o comandament és un element informàtic i electrònic utilitzat per controlar un videojoc. Un controlador està típicament connectat a una videoconsola o un ordinador. Un controlador de joc pot ser un teclat, ratolí, palanca de control, paddle, o més altres elements dissenyats per jugar en el qual farà moviment electrònicament. També hi pot haver elements específics per a cada videojoc segons les necessitats que vulguin recrear (pedals i volants, marxes, etc.) en el cas de tractar-se d'un joc de conducció i altres elements com la pistola electrònica pels jocs de tir (shooters). Això significa que hi pot haver múltiples controladors de joc, específicament dissenyats per a cada genere de videojocs.

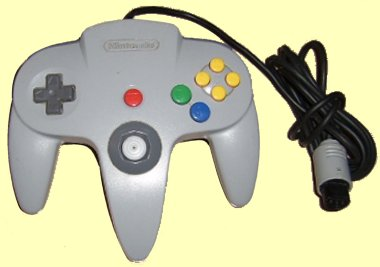
Game Pad de la Nintendo 64

## Història
La creació del primer Gamepad ve acompanyada del desenvolupament de la primera consola de videojocs en la dècada dels 60. El desenvolupament d'un sistema d'entreteniment electrònic a base d'imatges interactives en un televisor va crear la necessitat de comptar amb un dispositiu capaç de permetre una interacció efectiva. Així Ralph Baer, creador del primer sistema de videojocs, va acompanyar la seva creació, la consola Odissey, amb un parell de Gamepads per al joc de dos participants.

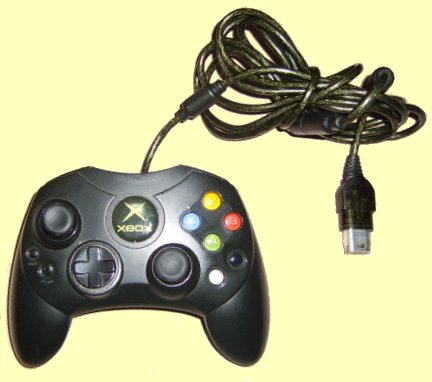
Controlador de la Xbox

El comandament originàriament va néixer per a les consoles però en arribar els videojocs a les computadores personals aquests van arribar a ser també un dispositiu indispensable com el mateix teclat o el ratolí.
Un Gamepad es caracteritza per ser un tauler amb una o diverses palanques o creus que poden ser analògiques o digitals dissenyades per a usar-se amb el dit polze i una sèrie de botons generalment col·locats del seu costat dret cada un amb una funció específica.
Els avanços en disseny ergonòmic han ajudat a oferir comandaments més còmodes i que permeten jugar per més temps sense experimentar cansament en llargs períodes d'ús, encara que es recomana no usar-los en períodes continus de més de 15 minuts per a previndre la fatiga muscular o fins i tot dany en els tendons. Els comandaments de les consoles actuals com X-Box, Dreamcast i Game Cube compten amb l'últim en disseny ergonòmic a diferència dels comandaments per a PC que compten amb gran varietat de disseny no sempre optimitzats per a l'ús durant períodes prolongats.

## Tipus de controladors de joc

### Comandaments
Són controladors de joc que tenen fletxes per moure's i diversos botons.

### Arcade
Les màquines arcade són les mares de les videoconsoles. Tenen diversos botons i un o més manetes de jocs, que permeten a l'usuari moure el personatge per la pantalla i executar accions mitjançant l'ús dels botons. Poden ser considerades com una combinació entre el gamepad i la maneta de jocs, però són les precursores d'ambdós.

### Paddles
Article principal: Paddle És un controlador que conté una roda giratòria i diversos botons de tir. És usat normalment per a controlar els moviments del jugador o d'un objecte al llarg d'un únic eix de la pantalla. El controlador de paddle va ser un dels primers controladors analògics. Han anat desapareixent conforme els jocs "paddle and ball" han anat perdent popularitat.
Funcionament: La roda del paddle està -generalment- unida mecànicament a un potenciòmetre. Així s'aconsegueix generar una tensió de sortida que varia amb l'angle de la roda, relatiu a una posició fixa d'aquesta. Un paddle és un controlador absolut de la posició. Això significa que, sense cap coneixement previ, el sensor pot llegir i el resultat indicarà directament la posició de la graella del paddle.

### Gamepad
El gamepad, també conegut com a joypad, és un tipus de controlador de joc que se subjecta amb les dues mans, de manera que els polzes s'usen per a l'entrada de dades. Els gamepads solen tenir una sèrie de botons d'acció (manejats amb el polze dret) i una sèrie de botons d'adreça (manejats amb el polze esquerre), la qual cosa és incòmode per a les persones esquerranes. Molts dels controladors de jocs moderns són variacions del gamepad estàndard. Algunes de l'addicions més comunes que se li realitzen són els botons situats al llarg de les vores del gamepad, els botons en el centre (per a les funcionalitats de start, select i mode) i un motor intern que proporciona tecnologia háptica (Vegeu háptico). Els gamepads són el principal mètode d'entrada per a totes les videoconsoles modernes. A més estan disponibles per a ordinadors, encara que pocs jocs per a ordinador suporten gamepads, sinó que usen teclats i ratolins. No obstant això, molts emuladors de videoconsoles per a PC sí que suporten gamepads.

### Ratolí de bola
Un ratolí de bola (en anglès trackball) és un ratolí invertit el qual és manipulat amb el palmell de la mà. Té l'avantatge que no es necessita molt espai per manejar-i és tan ràpid com es pugui girar la bola.

### Palanca de control
La palanca de control (en anglès joystick) pot connectar-se en USB, en paral·lel, etc La palanca permet un control del moviment de dos o tres eixos que s'usa des d'un ordinador o videoconsola fins a un transbordador espacial o els avios de caza, passant per gruas. Se solen diferenciar entre planques digitals (que llegeixen quatre interruptors encesos/apagats en creueta situats a la base mes les seves combinacions i els botons d'acció) i palanques analògiques (que usen potenciometres per llegir contínuament l'estat de cada eix, i a més a més de botons d'acció poden incorporar controls deslliçants), aquests últims són els més precisos.

#### Palanca de control de vol
És un perifèric que és similar al control de comandament d'una aeronau. Consta d'una palanca que gira sobre un dels extrems, que transmet l'angle de gir en dues o tres dimensions a l'ordinador. Sovint és utilitzat en simuladors de vol. Els controladors Hotasa (hands on throttle-and-stick), que inclouen maquinari addicional per simular controls de la vàlvula reguladora i de timó, són populars entre els fanàtics del gènere.

#### Palanca de control arcade
Aquest dispositiu és una palanca de control que s'assembla als utilitzats en les màquines arcades. Té un mànec amb un agafador en forma d'esfera i diversos botons per dur a terme accions en el joc. Normalment es té el joystick a l'esquerra i els botons a la dreta. Hi ha ocasions en què aquesta disposició es presenta al revés, o amb la palanca de control en el centre i els botons a banda i banda.

### Volant
El volant, essencialment una versió més gran del pàdel, és usat per a simuladors de carreres com Granturismo, Forza Motorsport i Need for Speed (NFS). Molts són force feedback, és a dir, dissenyats per donar la mateixa sensació que es té en conduir un cotxe real, encara que el nivell de realisme assolit depèn del joc. Normalment venen amb pedals per controlar l'accelerador i el fre. Es pot canviar de marxa amb un paddle, amb una palanca que es mou endavant o enrere per canviar marxes o amb una palanca que simula els vehicles reals utilitzant un embragatge. La majoria dels volants giren només 200 o 270 graus, però alguns, com el Logitech Driving Force Pro, poden girar 900 graus.
El pàdel Namco JogCon va estar disponible per al joc R4: Ridge Racer Type 4 de PlayStation. Al contrari que els volants de vídeo jocs "reals", el JogCon estava dissenyat per ajustar-se a la mà del jugador. La seva mida més petita (el seu diàmetre era com el d'una llauna de coca-cola) li fa assemblar-se al volant jog-and-shuttle utilitzat en algunes VCRs (videograbadora).

### Teclatiratolí
El teclat i el ratolí són dispositius d'entrada típics d'un PC i són actualment els principals controladors de jocs per a ordinadors. Algunes consoles de vídeojocs també poden funcionar amb teclat i ratolí. El teclat de l'ordinador està basat en el de la màquina d'escriure i va ser dissenyat per introduir text escrit. Un ratolí és un dispositiu apuntador que se subjecta amb la mà, usat com a complement al teclat. Per jocs, normalment el teclat podeu controlar els moviments del personatge mentre que el ratolí es fa servir per controlar la càmera o per apuntar.
Tot i que originalment estaven dissenyats per l'entrada general de dades a l'ordinador, existeixen diversos perifèrics (teclats, ratolins..) disponibles que estan dissenyats específicament per al joc, sovint amb funcions específiques per a jocs especialment incorporades. Exemples d'això inclouen (però no estan limitats a) els perifèrics de Razer, la gamma de teclats "Zboard" o les sèries "G" de Logitech.
El teclat numèric (conjunt de tecles amb, almenys, els números del 0 al 9, situats en forma de quadrat), que forma part del teclat, és també usat com a controlador de jocs. Pot trobar-se en un gran nombre de dispositius, com en consoles actuals, i normalment incrustat en una palanca de control o en un pàdel.

### Pistola (electrònica)
Una pistola làser és un perifèric utilitzat per "disparar" a objectius a la pantalla. Solen recordar armes de foc reals. El seu ús està limitat jocs de tipus "rail shooter". La primera pistola làser va ser llançada per Magnavox Odyssey. Després, Nintendo va llançar un estàndard per a la seva Famicom i el seu NES (Nintendo Entertainment System). Nintendo més llançarà un cartutx per a la Wii.

### Pantalla tàctil
Una pantalla tàctil és un dispositiu d'entrada que permet a l'usuari interaccionar amb l'ordinador pitjant la pantalla. La primera vegada que va ser usada va ser a la consola Game.com de Tiger. Nintendo va popularitzar el seu ús en videojocs amb la videoconsola Nintendo DS, altres sistemes, com la Tapwave Zodiac i la majoria de les PDA, han inclòs aquest sistema.
Les pantalles tàctils modernes usen una fina, duradora i transparent capa de plàstic sobre de la pantalla de cristall. La localització de la zona que toquem és calculada per la densitat de càrrega dels eixos X i Y, la qual varia segons a la zona en què toquem.

### RTS i Controladors programables
Hi ha alguns controladors usats específicament per a jocs d'estratègia en temps real (RTS, Real Time Strategy) i alguns jocs d'arcade. Aquests controladors poden ser programats per permetre l'emulació de tecles i macros. Van ser desenvolupats perquè alguns d'aquests jocs requerien un teclat per a jugar, i alguns jugadors trobaven això difícil per realitzar algunes tasques.

### Detecció de moviment
La Nintendo Wii utilitza un nou tipus de controlador, anomenat Wii Remote. Està compost per acceleròmetres que detectar la seva orientació aproximades i acceleració i un sensor d'imatge per la qual cosa es pot utilitzar com un dispositiu de senyalització. El Sixaxis i controlador DualShock 3 per a PlayStation 3 de Sony tenen sistema de detecció de moviment similars capacitats.

### Altres
En menor escala, altres maquinaris com el controlador de trens (disponible després que el Simulador de Trens de Microsoft fos llançat), controladors de pinball i consoles amb minibotons per a jocs d'estratègia, van ser llançats en el passat, però la seva popularitat va ser limitada als aficionats del gènere.
- El ball pad, essencialment un gamepad consistent en una placa sensible a la pressió de les pitjades que es mostra en forma de catifa, ha estat molt reeixit gràcies a la popularitat dels jocs rítmics com Ball Ball Revolution i Pump it Up. El ball pad va ser introduït per Atari 2600 amb el nom de "Exux Foot Crazy" pad. Posteriorment, Nintendo va comprar la tecnologia de Bandai i la va usar en la seva Power Pad, per a les consoles Famicon i Nes.
- Els controladors de jocs rítmics semblen a instruments musicals com guitarres (Guitar Hero), timbals (Donkey Konga) o maraques (Samba de Amigo). Tenen també força èxit en màquines recreatives i consoles casolanes.
- Un exemple recent de l'especialització dels controladors de joc són els quatre polsadors inclosos en els jocs de PlayStation 2 Buzz! (2005, 2006), que consisteixen en un concurs de qüestions. Aquests controladors estan clarament inspirats en els concursos de la televisió.
- El sistema Wii de Nintendo utilitza un tipus de controlador Wii Remote. Està proveït de sensors de moviment i pot detectar la posició exacta i orientació en l'espai tridimensional.
- NeGcon és un controlador per a jocs de cursa de PlayStation. Físicament és com un gamepad però les seves meitats dreta i esquerra poden girar respecte de l'altra meitat, fent d'aquest una variació dels paddles.
- El Atari Driving Controller va ser el controlador de la Atari 2600, dissenyat específicament per al joc Indy 500. Sembla a un paddle però el seu volant pot girar-se contínuament en ambdues adreces. La fricció evita que el volant guanyi força.
- Alguns jocs han tingut èxit utilitzan un casc o un micròfon com a controladors secundaris, com Hey You Pikachu! i les sèries SOCOM: U.S. Navy SEALs. L'ús d'aquests micròfons permet als jugadors de donar ordres al joc, controlant companys d'equip (com en SOCOM) i altres personatges amb intel·ligència artificial (Pikachu).

## Que fa que un controlador sigui usable?
En primer lloc, cal definir el terme "usable". L'usabilitat és descrita per Jakob Nielsen (el primer en fer servir aquest terme) com la facilitat amb la que un usuari apren a fer servir una interfície, entenent com a interfície qualsevol espai on l'usuari pugui interactuar amb el sistema (maquina, web, videojoc...).
Per tant, per poder dir que un comandament es usable, seguint les 5 dimensions de Nielsen sobre l'usabilitat, ha de tindre unes característiques determinades. Aquestes són; 

### Latencia
El temps transcorregut entre la resposta que rep el joc (premer un determinat botó) i la visualització o percepció resultant d'aquesta resposta (feedback).

### Feedback
La confirmació de que l'acció s'ha dut a terme.

#### Visibilitat de l'estat del sistema
Feedback en temps real per tal de mantindre a l'usuari informat.

### Tipus d'input[4][5]

#### Sensitivitat
El grau de llibertat el cual el sensor d'un controlador pot detectar. Hi ha diferents tipus de sensitivitat; de força (velocitat), de posició, de rotació, etc.
La sensitivitat d'un controlador depén de la quantitat d'estats que pugui reconéixer.
Per exemple, un ratoí és molt sensitiu, ja que pot detectar fins a 10.000 estats

#### Gamefeel
Es descriu el gamefeel com l'experiencia de projectar-te a tu com a jugador dins del joc. Gamefeel té a veure amb la sensació que tens d'immersió en un joc tridimensional quan comandes un personatge i arribes a gairebé creure't que ets tu de tant bé que funciona la sincronització dels comandament, els controls, les físiques, etcètera.

### Feedback físic
És molt important el fet que el comandament incorpori botons físics, ja que a l'usuari li aporten una sensació de resposta molt més real i mes creible alhora.

### Nombre correcte d'inputs
Tot i que molts videojocs utilitzen moltes mecániques diferents o molts tipus de combinacions diferents, no totes les accions requereixen un botó; hem d'ajustar el nombre de botons i palanques per tal de no sobrecarregar a l'usuari.

### Usabilitat vs Flexibilitat
Hem de saber que, quan la flexibilitat (nombre d'opcions disponibles) augmenta, és a dir, podem realitzar més accions, l'usabilitat disminueix.
Això és degut al fet que com més opcions tingui l'usuari al seu abast, tindrà més dificultats a l'hora d' aprendre com funciona el sistema, a més de que será més propens a cometre errors.

### Distribució dels botons i ergonomia
El correcte posicionament dels botons i palanques d'un controlador determinen l'ergonomia i la facilitat d'ús.
És molt important saber com distribuir cada element per adaptar el tipus de botó a cada dit.

## Longevitat del maquinari
Donat el nombre de peces de goma mòbils i delicades presents en els controladors, és d'esperar que després d'un ús prolongat, alguns dels botons perdin sensibilitat a causa del deteriorament de la goma que els connecta amb el circuit integrat. Fins i tot les cobertes externes de plàstic de les palanques de control i volants poden trencar si s'usen violentament. La trituració de botons i el balanceig de palanques van ser responsables del trencament de molts controladors fins a mitjan era dels 16-bits, quan aquests jocs van anar passant de moda.
Fins i tot joypads millor construïts, capaços d'aguantar el desgast mecànic durant anys, poden quedar inservibles pel desenvolupament de jocs que requereixen més botons o funcions, o canvis en les interfícies utilitzades, deixant-los així obsolets. Per exemple, l'augment de botons i eixos requerits pels simuladors de vol i el desús de la interfície del port de jocs del PC han deixat molts controladors funcionals de PC inservibles. La fi d'una generació de consoles sol implicar l'obsolescència de la consola i els seus controladors.

## La salut i els videojocs
Com que el controlador és la manera més comuna d'interaccionar amb un videojoc, aquest ha de ser dissenyat ergonòmicament per resultar còmode a la majoria dels seus usuaris potencials i així evitar danys com la síndrome del túnel carpià. La majoria dels controladors estan dissenyats per adoptar una posició relaxada de la mà, el que ha donat origen a les "banyes".
No obstant això, és gairebé impossible trobar una solució ideal, ja que l'edat d'un jugador habitual de videoconsoles abasta un gran rang (des de nens de curta edat fins a trenta anys o majors). La Xbox, per exemple, tenia un controlador massa gran per a la majoria dels jugadors quan va ser llançada al mercat, però en realitat alguns jugadors amb dits llargs se senten més còmodes amb aquesta primera versió que amb la més petita que va sortir després (model Type -S).
Els Dits de Nintendo va ser un terme encunyat a principis dels 90 després que els jugadors de videojocs tinguessin les seves polzes molt adolorits i fins i tot presentaran ampolles a causa de la duresa dels botons. Un fenomen més comú i menys perillós, conegut com a Calambre de Nintendo, és sentir rampes en els polzes i al palmell de la mà. Això sol passar quan es fan servir controladors més petits. En realitat, això últim pot ocórrer en qualsevol dit si es manté una posició arquejada de la mà per un llarg temps, i és molt menys perillós que els Dits de Nintendo.